# Gewog di Goshing
Il gewog di Goshing è uno degli otto raggruppamenti di villaggi del distretto di Zhemgang, nella regione Meridionale, in Bhutan.